# Завод имени М. И. Калинина (Воронеж)
ВЗКПО имени М.И. Калинина — предприятие по выпуску кузнечно-прессового оборудования, существовавшее  в Воронеже.  

## История
История завода начинается в 1899 году, когда промышленник Константин Александрович Веретенников зарегистрировал товарищество, где выполнялись кузнечные, литейные и ремонтные работы.
Изначально располагалась организация в обычном сарае, находившемся на территории домовладения А. Н. Иванова. В связи с постепенным расширением обычная хозяйственная постройка со временем превратилась в небольшой цех. в результате чего, что завод Веретенникова, расположенный на 2-й Девицкой улице (ныне улица Свободы), потребовалось узаконить в городской управе.
Первое время капитал предприятия составлял 10 тыс рублей. На заводе работало 45 человек. Основным направлением было все то же чугунолитейное производство, которое выполняли по собственным и моделям заказчиков. Еще на заводе ремонтировали паровые котлы, локомобили, а также двигатели внутреннего сгорания. Спрос на все эти услуги в конце XIX и начале XX веков был в Воронеже очень высоким, о чем говорят сохранившиеся в архивах финансовые показатели предприятия.
К 1903 году объем производства составлял 95 тыс рублей, а численность работников - 120 человек. Через год предприятие уже производило услуг объемом в 133 тыс рублей, а к 1907 году – на 200 тыс рублей.
После революции 1917 года механический и чугунолитейный завод Веретенникова был национализирован, и в 1918 году предприятие получило название «Товарищество на паях», которым руководил фабрично-заводской комитет. Техническое и коммерческое руководство осуществлял наемный исполнительный директор. Главным направлением деятельности завода в начале 20-х годов XX века стало обеспечение агропроизводителей сельскохозяйственными машинами, а также ремонт существующего парка сельхозагрегатов – плугов, граблей, жаток, косилок. Кроме сельхозмашин на заводе был освоен выпуск соломорезок. Производство чугунного литья достигло тогда 32 тыс пудов в год, соломорезок – 2 тыс штук. В модельном, кузнечном, литейном, токарном и слесарных цехах работало 95 рабочих, 9 служащих и 2 инженерно-технических работника.
В 1920 году предприятие было переименовано в Четвертый национальный завод третьей категории. На заводе производились сельхозмашины, выполнялись насечки и закалка напильников, ремонтировались плуги, культиваторы. Еще через четыре года во время НЭПа завод был передан собственникам в целях повышения эффективности работы, получив новое название - Кооператив по механическому и чугунолитейному производству.
Еще через два года власти снова взяли под контроль предприятие и окрестили его уже Государственным механическим чугунолитейным заводом. Та стали производить узкоколейные вагонетки, глиномялки «Людекс» и прочие агрегаты. Все это было нужно для масштабных строек, которые интенсивно велись по всему Воронежу.
В 1930 году Воронеж посещал «всесоюзный староста» Михаил Калинин, посетивший строившиеся предприятия в городе, включая чугунолитейный завод. После того визита на общем собрании Государственного механического чугунолитейного завода было решено присвоить ему имя Калинина.
К 1933 году на предприятии решили освоить производство механических прессов для кирпичной промышленности. Это направление стало затем основным для завода и предопределило его дальнейшую судьбу. Переориентация производства была нелегкой, и поначалу делалось много брака. Однако с этим руководство Воронежа справилось, создав технический отдел, который, в свою очередь, распределили на отдел главного конструктора, отдел главного технолога и отдел главного металлурга. Это организационное решение благотворно повлияло на производство.
В декабре 1941 года в связи с начавшейся Великой Отечественной войной завод им. Калинина был эвакуирован из Воронежа в Чимкент, где заводчане в кратчайшие сроки наладили производство. После освобождения Воронежа разрушенный во время боевых действий завод им. Калинина стал понемногу восстанавливаться. Вначале расчищалась территория, проводилось разминирование и обезвреживание невзорвавшихся боеприпасов. Потом восстанавливались помещения, закладывались кирпичом пробитые стены, устанавливались перекрытия. К концу 1943 года работниками завода и трудовыми отрядами были частично восстановлены помещения кузнечного, литейного и ремонтно-механического цехов, ограждена территория завода, восстановлены три небольших жилых здания. 
Несмотря на огромные трудности и разруху, производственная деятельность завода постепенно налаживалась. В 1949 году на предприятии было освоено 6 новых типов машин: две из них – по проекту заводских специалистов. В работу были запущены новые модели пневматических прессов и пневмомолотов. О военном времени напоминает памятник, расположенный на территории завода.
В 1950 году для Сталинградской ГЭС заводом был изготовлен молот М-412 
В период с 1950 по 1955 годы по проекту архитектора Льва Руднева для рабочих завода имени Калинина строится известный дом с башней на улице Кольцовской.
В послевоенное время завод занимался производством вместе с Центральным научно-исследовательским институтом машиностроения. На предприятии разрабатывались инновационные узлы и агрегаты для совершенствования процессов обработки металлов штамповкой, давлением и резанием. Молоты, в свою очередь, оставались ведущими в линейке заводской продукции. Их организация делала все лучше и лучше. Так, в 1973 году там был создан самый большой высокоскоростной молот с энергией удара 250 кДж. Эта машина выполняла штамповку деталей, требовавших незначительной механической обработки и сложной конфигурации: лопаток турбин, крыльчаток вентиляторов. А еще через четыре года на молоте применили комбинированное управление – ручное и педальное. Продукция была максимально простой, надежной и высокопроизводительной.
Продукцию завода имени Калинина в Советском Союзе получали многие крупные и средние машиностроительные предприятия. Завод входил в число крупных предприятий Воронежа.  Однако с приходом горбачевской Перестройки у завода начались проблемы.
Сформировавшееся повышение требований к качеству изготовления кузнечно-прессового оборудования, создавшийся со временем дефицит квалифицированных кадров, недостатки в менеджменте привели к тому, что в 1987 году план реализации продукции был выполнен всего лишь на 78,1%. Не лучшим образом для коллектива сложился и 1988 год. К его середине стало ясно, что руководство предприятия не справляется с накопившимися проблемами.
Когда страна перешла на рыночные рельсы, спрос на прессы от завода значительно сократился, а 3 тыс сотрудников предприятия стали его акционерами. Однако смена формы собственности не повлияла на то, чтобы у завода появилась бы хорошая прибыль. Большинство крупных предприятия Воронежа в 90-е годы стали разоряться.  В их числе оказался завод имени Калинина.
К 2000 коду завод получает имя "Воронежпресс имени М.И. Калинина"
Впоследствии после развала СССР территория завода была распродана по частям. Например, в здании заводоуправления расположен офисный центр. Одно из зданий перестроено в отделение налоговой службы. В бывших цехах расположены автомастерские, а также мелкие промышленные производства. Как целое предприятие "Воронежпресс имени М.И. Калинина" прекратило свою работу.
В 2019 году "Воронежпресс имени М.И. Калинина" признано банкротом. 

## Продукция
- Молоты ковочные паровоздушные двойного действия арочного типа;

- Молоты ковочные пневматические для производства кованых изделий различной сложности.

- Молоты штамповочные паровоздушные;

- Ножницы специальные листовые с наклонным ножом пневматические;

- Прессы однокривошипные закрытые простого действия с механизмом съема изделий.
- Прессы различных типов и моделей, предназначенные для горячей и холодной штамповки, вырубки, гибки и других операций.
- Решетчатые прессы, предназначенные для обработки металлических отходов и получения гранулированного материала.[6]